# Tragique Décision
Pour plus de détails, voir Fiche technique et Distribution.
Tragique Décision (titre original : Command Decision) est un film américain en noir et blanc réalisé par Sam Wood, sorti en 1948.

## Synopsis
En 1943, le général américain Casey Dennis tente de faire adopter par le Congrès des États-Unis la résolution suivante : pénétrer, à partir du territoire britannique, au cœur de l'Allemagne, pour détruire les usines où se construisent de nouveaux avions à réaction qui pourraient changer le cours de la guerre. Trois sites allemands sont plus particulièrement visés. Après bien des atermoiements, le Congrès donne son aval. 
Le premier bombardement est réussi, mais coûte quarante-huit bombardiers à l'armée. Brackhurst, un journaliste, critique ce plan. En dépit de cela, une seconde mission est envoyée, mais la stratégie tourne au désastre : ce deuxième raid se trompe d'objectif, et cinquante-deux bombardiers sont perdus. 
Malgré les pressions, Casey Dennis décide de continuer l'opération, sachant fort bien qu'il va être relevé de ses fonctions.

## Fiche technique
- Titre : Tragique Décision
- Titre original : Command Decision
- Réalisation : Sam Wood
- Scénario : William R. Laidlaw, George Froeschel, d'après la pièce de William Wister Haines (en)
- Musique : Miklós Rózsa
- Direction artistique : Cedric Gibbons, Urie McCleary
- Décors : Edwin B. Willis
- Son : Douglas Shearer
- Photographie : Harold Rosson
- Montage : Harold F. Kress
- Producteur : Sidney Franklin, Gottfried Reinhardt
- Société de production et de distribution : Metro-Goldwyn-Mayer
- Budget : 3 700 000 $ (estimé)[2]
- Pays de production :  États-Unis
- Langue originale : anglais américain
- Format : noir et blanc — 35 mm — 1,37:1 — son : mono (Western Electric Sound System)
- Genre : drame, guerre
- Durée : 112 minutes
- Date de sortie :
  -  États-Unis : 23 décembre 1948
  -  France : 10 mars 1950

## Distribution
- Clark Gable : Général Casey Dennis
- Walter Pidgeon : Général Roland Goodlow Kane
- Van Johnson : sergent Immanuel T. Evans
- Brian Donlevy : Général Clifton Garnet
- Charles Bickford : Elmer Brockhurst
- John Hodiak : colonel Edward Rayton Martin
- Edward Arnold : Arthur Malcolm
- Marshall Thompson : capitaine George Washington Bellpepper Lee
- Richard Quine : major George Rockton
- Cameron Mitchell : lieutenant Ansel Goldberg
- Clinton Sundberg : major Homer V. Prescott
- Ray Collins : Major Desmond Lansing
- Warner Anderson : colonel Earnest Haley
- John McIntire : major Belding Davis
- Moroni Olsen : Stone
- John Ridgely : James Carwood
- Holmes Herbert : Chairman

## Lieu de tournage
Le tournage du film s'est déroulé du 13 avril au 23 juin 1948 dans les studios de Metro-Goldwyn-Mayer à Culver City et dans la March Joint Air Reserve Base, près de Riverside en Californie.